# Atlantoraja cyclophora
Atlantoraja cyclophora is een vissensoort uit de familie van de Arhynchobatidae. De wetenschappelijke naam van de soort is voor het eerst geldig gepubliceerd in 1903 door Regan.